# Tydericus monetarius de Honovere
Tydericus monetarius de Honovere (vor 1203–nach 1213), ist die mittelalterlich-lateinische Schreibweise für „Dietrich, Münzmeister [der Stadt] Hannover“. Im Zeitraum zwischen 1203 und 1213 wurde der hannoversche Münzmeister zusammen mit seiner Ehefrau Lucie erwähnt: Die beiden erwarben damals gemeinsam den Zehnten in der Ortschaft Ricklingen und wurden in der entsprechenden, vom Probst, der Priorin und dem Konvent des Klosters Barsinghausen undatiert ausgestellten Urkunde genannt.
Tydericus und Lucie „sind möglicherweise die ersten namentlich bekannten Hannoveraner.“

## Bekannte Werke
Es wird angenommen, dass Tydericus Anfang des 13. Jahrhunderts in Hannover verschiedene Münzen für den Pfalzgrafen und Braunschweiger Herzog Heinrich prägte,

darunter
- nach 1202: Eine Prägung mit 29 mm Durchmesser; dargestellt ein Kreuz, in dessen Winkeln abwechselnd ein Löwenkopf und ein Kreuzstab auftaucht; Inschrift: + MONETA . HONOVERE . H . DVCIS[5]
- um 1210: eine 28 mm durchmessende Münze mit einem Kreuz ohne Figuren in dessen Winkeln, mit der Inschrift  + MONATA · IN HONOVER[5]

Es gab zu der Zeit zwei verschiedene hannoversche Münzsorten: die vom Münzbild noch an das 12. Jahrhundert anknüpfenden und mit einem christlichen Kreuz versehenen Kreuzbrakteaten und die Löwenpfennige. Letztere bezeugen, „dass der Pfalzgraf über längere Zeit hinweg Münzen in Hannover schlagen ließ“, mutmaßlich bis 1227.